# カルベンダジム
 カルベンダジム（英: Carbendazim）は、化学式C9H9N3O2で表される複素環式化合物。化学名Methyl-2-benzimidazole carbamateの略称から、MBCまたはBCMとも呼ばれる。TBZと並ぶベンゾイミダゾール系化合物であり、主に農業用・工業用防カビ剤として用いられる。

## 効果等
MICはコウジカビやクロコウジカビに対し1~3ppmであり、カビに対しては有効であるが、細菌類に対しては、緑膿菌に対して1ppmである以外は、効果は限定的である。チオファネートメチルの分解物として微小管に結合することにより有糸分裂を阻害し、殺菌活性が生じる。1973年5月25日に農薬登録を受け、1999年11月30日に失効するまで、リンゴの腐乱病・黒星病やインゲンの菌核病の予防に使用されてきた。商品名は「サンネート」で、北海三共が製造していた。ベノミルやチオファネートメチルの分解生成物でもあり、土壌中に3ヶ月~2年と長期に残留する性質がある。医薬品や食品添加物としての許可はないが、非可逆性コリンエステラーゼ阻害剤としての性質も持つ。水や有機溶剤に溶けにくいので製剤化は困難だが、熱に対する安定性が高いと言う長所も持つ。経口投与した場合のLD50は、ラットで7,000mg/kgである。